# Jean-Marie Brulard
Pour les articles homonymes, voir Brulard.
Jean Marie Joseph Armand Brulard, né le 1er mars 1856 à Besançon et mort le  19 novembre 1923 à Nanterre, est un général de division français, grand-croix de la Légion d'honneur, dont le nom est associé à la Première Guerre mondiale.
Il effectue une partie de sa carrière militaire dans des unités de la légion étrangère, en Tunisie, au Tonkin, en Algérie, à Madagascar et au Maroc. Durant la Première Guerre mondiale, il commande, entre septembre 1914 et juillet 1915, la 38e division d'infanterie puis la 2e division d'infanterie. À partir d'août 1915, il commande la 1re division d'infanterie du corps expéditionnaire d'Orient (CEO), future 17e division d'infanterie coloniale (17e DIC), puis le corps expéditionnaire des Dardanelles (CED) d'octobre 1915 à janvier 1916.
« Son nom est un drapeau », a dit de lui l'un de ses supérieurs hiérarchiques.

## Biographie

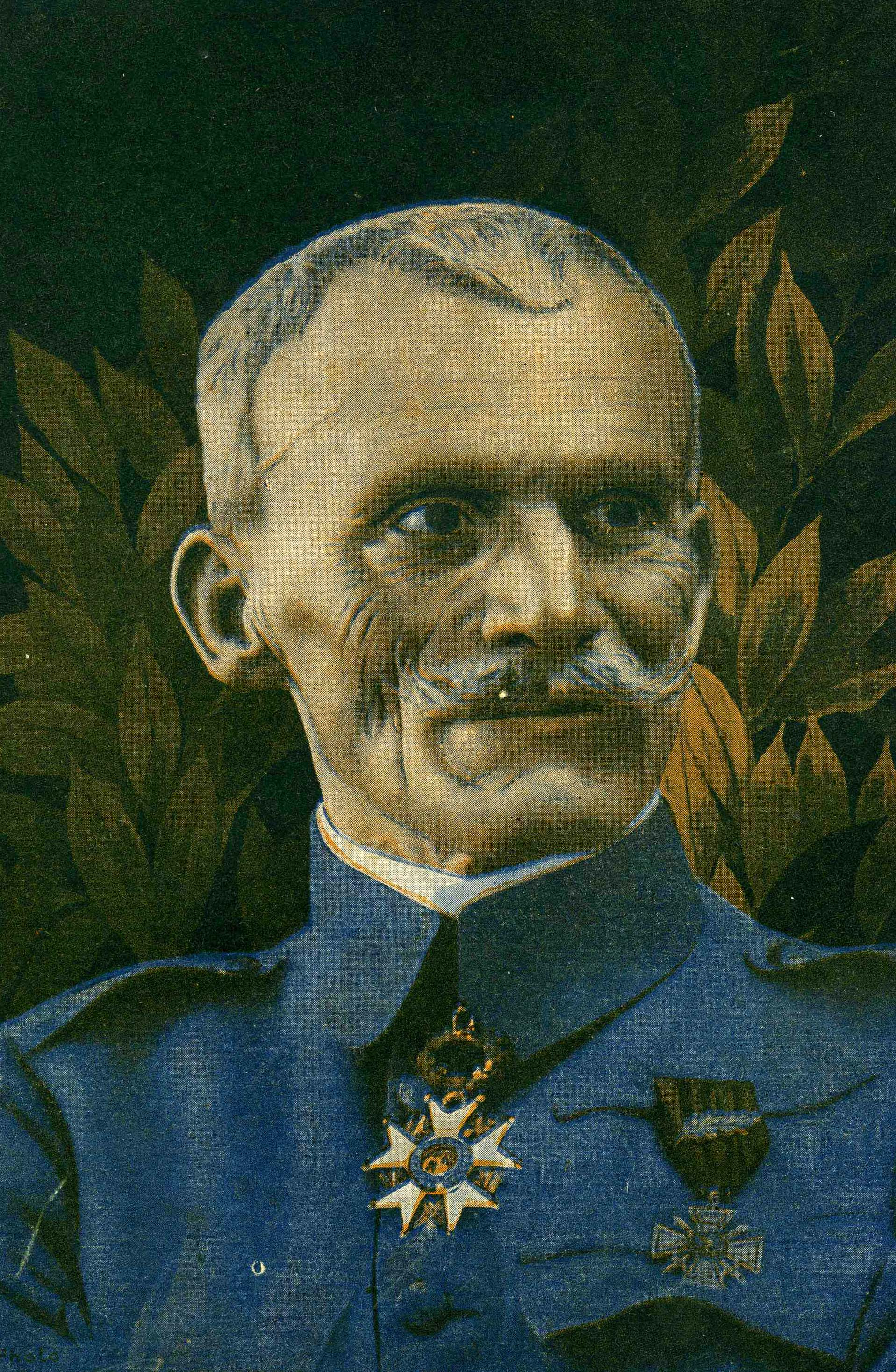
Le général Brulard en couverture de Le Pays de France, 21 mars 1918.

### Famille
Jean-Marie Brulard, né le 1er mars 1856 à Besançon (Doubs),  est le fils de Nicolas Brulard, clerc de notaire, et de Jeanne Huguet.

### Formation
Il sort de Saint-Cyr en 1879.

### Campagnes

#### Tunisie (1883-1884)
Il sert en Tunisie entre mars 1883 et septembre 1884 successivement au 77e régiment d'infanterie, au 101e régiment d'infanterie et au 24e bataillon de chasseurs à pied.

#### Tonkin (1888-1890, 1893-1895)
Il effectue deux séjours au Tonkin entre septembre 1888 et juillet 1895. Il est capitaine au 2e régiment étranger. Le 10 juillet 1894, il est fait chevalier de la Légion d'honneur.

#### Madagascar (1896-1899)
Il sert à Madagascar entre août 1896 et mars 1899 au bataillon de marche de la Légion étrangère.

#### Tonkin (1902-1905)
Il sert une nouvelle fois au Tonkin entre août 1902 et janvier 1905 au 1er régiment étranger. Le 12 juillet 1905, il est promu
officier de la Légion d'honneur.

#### Algérie, Maroc (1905-1914)
Il est en Algérie et au Maroc entre 1905 et 1914.  Il est colonel du 2e régiment étranger d'infanterie de 1908 à 1911. Général de brigade en 1912, il est chargé de réorganiser l'armée chérifienne.  Le 11 juillet 1912, il est promu commandeur de la Légion d'honneur.

#### Première Guerre mondiale
Le 13 septembre 1914, peu après l'entrée en guerre, il est placé à la tête de la 38e division d'infanterie puis, nommé général de division le 25 octobre 1914, il commande la 2e division d'infanterie à partir du 12 novembre 1914.
En août 1915, il prend part à l'expédition des Dardanelles. Il commande la 1re division d'infanterie du corps expéditionnaire d'Orient (CEO), future 17e division d'infanterie coloniale (17e DIC). À la suite du départ du général Bailloud pour le nouveau front de Salonique,  début octobre 1915, le CEO est renommé en corps expéditionnaire des Dardanelles (CED) et passe sous le commandement de Brulard jusqu'au 6 janvier 1916. Il est élevé à la dignité de grand-officier de la Légion d'honneur le 28 octobre 1915. Après le départ des dernières troupes en janvier 1916, Brulard débarque à Salonique et forme la 17e DIC. Il quitte son commandement le 29 février 1916 et retourne en France.
De mai 1916 à janvier 1917, il commande la 157e division d'infanterie puis la 131e division d'infanterie de janvier 1917 à janvier 1918.
Titulaires de trois citations, il est élevé à la dignité de grand-croix de la Légion d'honneur le 9 janvier 1918, une distinction qui lui est décernée au moment où il passe dans la section de réserve.
Rappelé en juin, il est nommé gouverneur militaire de la base russe de Laval de juin 1918 à août 1919.

## Grades
- 1/10/1879  : sous-lieutenant
- 29/09/1884 : lieutenant
- 2/10/1891  : capitaine
- 3/04/1899  : chef de bataillon
- 27/09/1906 : lieutenant-colonel
- 25/12/1908 : colonel
- 28/03/1912 : général de brigade
- 18/09/1914 : général de division à titre temporaire
- 27/10/1914 : général de division

## Postes
- 01/03/1912 : en mission au Maroc
- 13/09/1914 : commandant de la  38e Division d'Infanterie
- 12/11/1914 : commandant de la  2e Division d'Infanterie
- 16/07/1915 : en disponibilité
- 06/08/1915 : commandant de la  1re Division d'Infanterie du corps expéditionnaire d'Orient puis, le 05/10/1915,  1re Division d'Infanterie du corps expéditionnaire des Dardanelles puis, le 06/01/1916,  17e Division d'Infanterie Coloniale
- 04/10/1915 : commandant du corps expéditionnaire des Dardanelles (CED)
- 29/02/1916 : en disponibilité
- 23/05/1916 : commandant de la  157e Division d'Infanterie
- 28/01/1917 : commandant de la  131e Division d'Infanterie
- 09/01/1918 : en disponibilité
- 01/03/1918 : placé dans la 2e section des officiers généraux par limite d'âge
- 11/06/1918 : gouverneur militaire de la base russe en France (Laval)
- 15/08/1919 : replacé en 2e section

## Distinctions

### Décorations françaises
- Grand-croix de la Légion d'honneur (décret du 9 janvier 1918)
  - Citation : « Partout où il a été : Tonkin, Madagascar, Maroc, Dardanelles, front de France, a fait preuve de qualités militaires de premier ordre et, dans les circonstances les plus graves à la tête de forces importantes, s'est montré un chef dans toute l’acceptation du mot. Par sa valeur, son énergie, son sang-froid, sa bravoure, s'est acquis au cours de la campagne actuelle, un tel ascendant que l’un de ses supérieurs hiérarchiques a pu dire de lui Son nom est un drapeau. »[4].
  -  Grand officier de la Légion d'honneur (décret du 28 octobre 1915)
  -  Commandeur de la Légion d'honneur (décret du 11 juillet 1912)
  -  Officier de la Légion d'honneur (décret du 12 juillet 1905)
  -  Chevalier de la Légion d'honneur (décret du 10 juillet 1894)
- Croix de guerre 1914–1918 (3 citations)
- Médaille coloniale (agrafes Tonkin et Maroc)
- Médaille interalliée 1914-1918
- Médaille commémorative de l'expédition du Tonkin
- Médaille commémorative de Madagascar (1896)
- Médaille commémorative du Maroc (agrafe Casablanca)
- Médaille commémorative de la guerre 1914–1918
- Médaille commémorative des Dardanelles

### Décorations étrangères
- Grand officier du Ouissam alaouite ( Maroc)
- Grand officier du Nichan Iftikhar ( France /  Tunisie)

## Postérité
Plusieurs rues portent son nom, notamment à Besançon, sa ville natale, ainsi qu'à Lyon.